# Svenska byggnadsträarbetareförbundet
Svenska byggnadsträarbetareförbundet var ett svenskt fackförbund inom Landsorganisationen (LO) som bildades 1924 vid delningen av Svenska träarbetareförbundet och upphörde 1949 då det uppgick i Svenska byggnadsarbetareförbundet.

## Historia
- 1923 delades Svenska träarbetareförbundet i två delar, varav Svenska byggnadsträarbetareförbundet som organiserade byggnadsarbetare var den ena. Vid sin tillkomst 1924 hade förbundet 8732 medlemmar. Ordförande blev Nils Linde. Under 1920-talet hade man många svårigheter med gränsdragningen mot Svenska träindustriarbetareförbundet.
- 1925 uppgick Svenska parkettläggareföreningen i förbundet.
- 1926 bildade förbundet tillsammans med andra inom byggnads samarbetsorganisationen Samverkande byggnadsfackförbunden.
- 1940 startade förbundet tillsammans med Svenska murareförbundet Svenska Riksbyggen för att med egna krafter försöka få fart på bostadsbyggandet under beredskapstiden.
- 1947 inrättades en erkänd arbetslöshetskassa.
- 1949 bildades Svenska byggnadsarbetareförbundet där man tillämpade industriförbundsprincipen inom byggnads område. Byggnadsträarbetareförbundet upphörde och bildade det nya förbundet till vilket även grovarbetare, rörarbetare och anläggningsarbetare anslöt sig.

## Ordförande
- Nils Linde 1924–1942
- John Grewin 1942–1948